# Chiautzingo (kommun i Mexiko)
Chiautzingo är en kommun i Mexiko.   Den ligger i delstaten Puebla, i den sydöstra delen av landet, 70 km öster om huvudstaden Mexico City.
Följande samhällen finns i Chiautzingo:
- San Lorenzo Chiautzingo
- San Nicolás Zecalacoayan
- Santiago